# Cerro Overo
Cerro Overo är ett berg i Chile.   Det ligger i provinsen Provincia de El Loa och regionen Región de Antofagasta, i den norra delen av landet, 1 100 km norr om huvudstaden Santiago de Chile. Toppen på Cerro Overo är 4 612 meter över havet.
Terrängen runt Cerro Overo är huvudsakligen kuperad, men österut är den platt. Cerro Overo ligger uppe på en höjd som går i nord-sydlig riktning. Trakten runt Cerro Overo är nära nog obefolkad, med mindre än två invånare per kvadratkilometer.. Det finns inga samhällen i närheten. 
Trakten runt Cerro Overo är ofruktbar med lite eller ingen växtlighet.